# Danza sportiva ai Giochi mondiali
| Danza sportiva ai Giochi mondiali | Danza sportiva ai Giochi mondiali |
| Specialità                        | Specialità                        |
| --------------------------------- | --------------------------------- |
| Standard                          |                                   |
| Latino-americana                  |                                   |
| Rock 'n roll                      |                                   |
| Edizione                          | Titoli                            |
| 1997                              | 2                                 |
| 2001                              | 2                                 |
| 2005                              | 3                                 |
| 2009                              | 3                                 |

La danza sportiva è stata introdotta ai Giochi mondiali a partire da Lathi 1997 ed è stata riconfermata come sport ufficiale per le tre edizioni successive.

## Standard
| Edizione       | Oro                                | Argento                             | Bronzo                       |
| -------------- | ---------------------------------- | ----------------------------------- | ---------------------------- |
| Lahti 1997     | Hazel Newberry Christopher Hawkins | Alessandra Bucciarelli William Pino | Pia David Stefan Ossenkop    |
| Akita 2001     | Kylie Jones Jonathan Crossley      | Alessia Betti Mirko Gozzoli         | Edita Daniute Arunas Bizokas |
| Duisburg 2005  | Edita Daniute Arunas Bizokas       | Natascha Karabey Sascha Karabey     | Silvia Pitton Paolo Bosco    |
| Kaohsiung 2009 | Silvia Pitton Paolo Bosco          | Claudia Koehler Benedetto Ferruggia | Alina Basyuk Marat Gimaev    |

## Latino-americana
| Edizione       | Oro                              | Argento                                 | Bronzo                                 |
| -------------- | -------------------------------- | --------------------------------------- | -------------------------------------- |
| Lahti 1997     | Mie Bach Steen Lund              | Katerina Venturini Andrej Skufca        | Katja Koukkula Jussi Väänänen          |
| Akita 2001     | Katerina Venturini Andrej Skufca | Anna Bezikova Dmitriy Timokhin          | Maria Manusova Eugene Katsevman        |
| Duisburg 2005  | Maria Manusova Eugene Katsevman  | Kristina Juel-Stokkebrø Peter Stokkebrø | Annalisa di Filippo Stefano di Filippo |
| Kaohsiung 2009 | Anna Firstova Alexey Silde       | Jagoda Strukelj Jurij Batagelj          | Antonia Goffredo Gabriele Goffredo     |

## Rock'n'Roll
| Edizione       | Oro                            | Argento                  | Bronzo                             |
| -------------- | ------------------------------ | ------------------------ | ---------------------------------- |
| Duisburg 2005  | Diane Eonin Christophe Payan   | Olga Sbitneva Ivan Yudin | Fanny Delebecque Alexis Chardenoux |
| Kaohsiung 2009 | Kathy Richeta Christophe Payan | Olga Sbitneva Ivan Yudin | Katrin Gazazyan Ivan Klimov        |